# Mike Dabulas
Michael Dabulas (Estados Unidos, 13 de diciembre de 1996), más conocido como Mike Dabulas, es un jugador profesional estadounidense de rugby que se desempeña en la posición de apertura en Old Glory DC, equipo perteneciente a la liga Major League Rugby.

## Carrera
En 2019, Dabulas se unió al equipo Old Glory DC, con el cual disputa su quinta temporada en la Major League Rugby. También fue parte de la Selección de rugby de los Estados Unidos.